# 李翥
李翥（?—?），字彦鸿，北齐官员，赵郡柏仁县（今河北省隆尧县西）人。
李翥世居柏仁，弱冠之年，以文章知名。在北齐，官至东平郡太守。后来待诏文林馆，担任通直散骑常侍，曾出使南朝梁、南朝陈。晚年贪酒，贫无居所，寄居在佛寺中。曾经穿着巾帔，终日对酒，招致宾客，风调详雅。李翥从兄子李朗，才辞有吏能，官至中书舍人。